# Сивохіп Володимир Степанович
Володимир Степанович Сивохіп (нар. 6 січня 1965, Дрогобич, Львівської обл.) — український музикознавець, хоровий диригент, педагог, генеральний директор Львівської національної філармонії, заслужений діяч мистецтв України, народний артист України (2021).

## Біографія
Закінчив історико-теоретичний факультет Львівської консерваторії ім. М. Лисенка та аспірантуру при ІМФЕ ім. М. Рильського Національної академії наук України.
Із 1990 до 2006 виконував обов'язки відповідального секретаря ЛО Національної Спілки композиторів України, з 2005 р. — став членом Правління цієї організації.
З 1999 р. виступає як мистецький керівник і диригент з Камерним хором «Gloria».
Директор Міжнародного фестивалю сучасної музики «Контрасти», що вже 22 рази успішно відбувся у Львові, а також під його опікою відбуваються десятки інших фестивалів («Музика українського зарубіжжя», «Композитори України — пам'яті жертв Голодомору», фестиваль «Музика Лисенка у Львові» тощо). 
З 2006 — Генеральний директор Львівської національної філармонії. Викладає у Львівській національній музичній академії імені Миколи Лисенка.

## Нагороди і звання
- Заслужений діяч мистецтв України (5 травня 2009) — за вагомий особистий внесок у соціально-економічний та культурний розвиток міста Львова, високі досягнення у професійній діяльності та багаторічну сумлінну працю[2]
- Народний артист України (23 серпня 2021) — за значний особистий внесок у державне будівництво, зміцнення обороноздатності, соціально-економічний, науково-технічний, культурно-освітній розвиток Української держави, вагомі трудові досягнення, багаторічну сумлінну працю та з нагоди 30-ї річниці незалежності України[3]